# Govăjdia
Govăjdia – wieś w Rumunii, w okręgu Hunedoara, w gminie Ghelari. W 2011 roku liczyła 125 mieszkańców.